# Parroquia Imbana (Zamora Chinchipe)
La parroquia Imbana o La Victoria de Imbana, es una parroquia rural del cantón Zamora, provincia de Zamora Chinchipe. Tiene una población estimada, en 2014, de 1228 habitantes.
La parroquia está situada en el área protegida "Bosque Protector Corazón de Oro". En la zona existe una gran diversidad de flora y fauna. 
Se destacan los tres cerros Picachos, cada uno de ellos con una altura en el entorno de los 3000 metros.
En la región predomina el clima frío seco, con temperaturas mínimas de 10° y máximas de 18°. En esta parroquia se desarrolla la ganadería, agricultura, piscicultura y apicultura.